# خطوط أولمبيك الجوية
خطوط أولمبيك الجوية أو أولمبيك إيرلاينز (باليونانية: Ολυμπιακές Αερογραμμές)‏ (بالإنجليزية: Olympic Airlines)‏ هي شركة الطيران الوطنية اليونانية، يقع مقرها الرئيسي في العاصمة أثينا وتتخذ من مطار أثينا الدولي مركزاً لعملياتها بالإضافة لمركزها الفرعي الثاني في مطار سالونيك، مقدونيا في جمهورية مقدونيا، وتقدم الشركة خدماتها لأكثر من 75 وجهة في آسيا، أوروبا وأفريقيا.

## وصلات خارجية
- الموقع الرسمي للشركة (بالإنجليزية)
- تفاصيل أسطول خطوط أولمبيك الجوية (بالإنجليزية)